# Orthorhynchoides divisus
Orthorhynchoides divisus is een keversoort uit de familie Belidae. De wetenschappelijke naam van de soort is voor het eerst geldig gepubliceerd in 1885 door Pascoe.